# Cerkiew św. Jerzego w Moskwie (Basmannyj)
Cerkiew św. Jerzego – prawosławna parafialna cerkiew w Moskwie, w dekanacie Objawienia Pańskiego eparchii moskiewskiej miejskiej Rosyjskiego Kościoła Prawosławnego.

## Historia
Pierwsza informacja o istnieniu w tym miejscu cerkwi pochodzi z 1460 i dotyczy świątyni drewnianej. Cerkiew murowana powstała na jej miejscu przed 1657, natomiast w latach 1693–1694 została znacząco rozbudowana z funduszy wniesionych przez kupca Gawriłę Romanowa. Cerkiew przekształcono wówczas w świątynię dwupoziomową, głównemu ołtarzowi w górnej świątyni nadano wezwanie Zwiastowania, zaś wolno stojącą dotąd dzwonnicę połączono z obiektem sakralnym galerią. Cerkiew została zniszczona podczas pożaru Moskwy w 1812. Gruntownie odremontowano ją w latach 1825–1829, wtedy też wykonano we wnętrzu nowe freski i pozłocono ikonostas. W latach 1850–1862 miała miejsce przebudowa budynku, podczas której rozebrano galerię i dostawiono dwa boczne ołtarze świętych Teodora i Nila Stołobieńskiego. Ich fundatorami byli odpowiednio kupiec A. K. Sadomow i Aleksandra Mazurina. Na początku XX w. w cerkwi znajdowały się liczne ikony z XVII i XVIII wieku, m.in. wizerunki św. Jerzego i św. Mikołaja, kopie Iwerskiej Ikony Matki Bożej oraz Gołubickiej Ikony Matki Bożej, komplet naczyń liturgicznych i XVII-wieczne panikadiło. Ponadto na wyposażeniu cerkwi pozostawało 11 dzwonów, w tym dwa z XVII w.
Świątynia pozostawała czynna do 1932, gdy została decyzją władz radzieckich zamknięta i przekazana NKWD z przeznaczeniem na internat. Następnie urządzono w niej zakład produkujący obuwie. W tym czasie rozebrano szereg elementów świadczących o pierwotnym przeznaczeniu budynku: dach hełmowy na dzwonnicy, kopuły, ogrodzenie z bramą. Zniszczono również część zewnętrznych elementów dekoracyjnych i wybito dodatkowe wejście do budynku. We wnętrzu zniszczeniu uległy freski i ikonostasy, do zaadaptowanego na cele obiektu wstawiono windę, urządzono toalety, podzielono go na dodatkowe kondygnacje. Nieremontowana przez wiele lat budowla (mimo wpisania w 1974 do rejestru zabytków) w połowie lat 80. została opuszczona. Rosyjski Kościół Prawosławny odzyskał obiekt w stanie niemal całkowitej ruiny w 1993. Natychmiast przystąpiono do prac remontowych, rekonstruujących pierwotny wygląd cerkwi. Od 1996 w budynku odbywały się nabożeństwa, początkowo przy bocznym ołtarzu św. Teodora, od 2001 także przy ołtarzu głównym. Nadal nieukończona została renowacja pozostałych ołtarzy. W budynku szczególną czcią otaczane są ikony św. Jerzego, św. Aleksego Mieczowa, Świętych Starców Optyńskich oraz św. Nila Stołobieńskiego z cząsteczkami relikwii.

## Związani z cerkwią
Dwóch duchownych związanych z cerkwią zostało kanonizowanych jako święci nowomęczennicy rosyjscy: ks. Władimir Profieransow, ostatni proboszcz miejscowej parafii przed jej likwidacją w 1932, rozstrzelany pięć lat później na poligonie w Butowie, oraz Aleksiej Mieczow, który służył w świątyni jako diakon, a następnie był przez wiele lat proboszczem sąsiedniej parafii św. Mikołaja.